# 米赫埃什蒂鄉 (阿爾傑什縣)

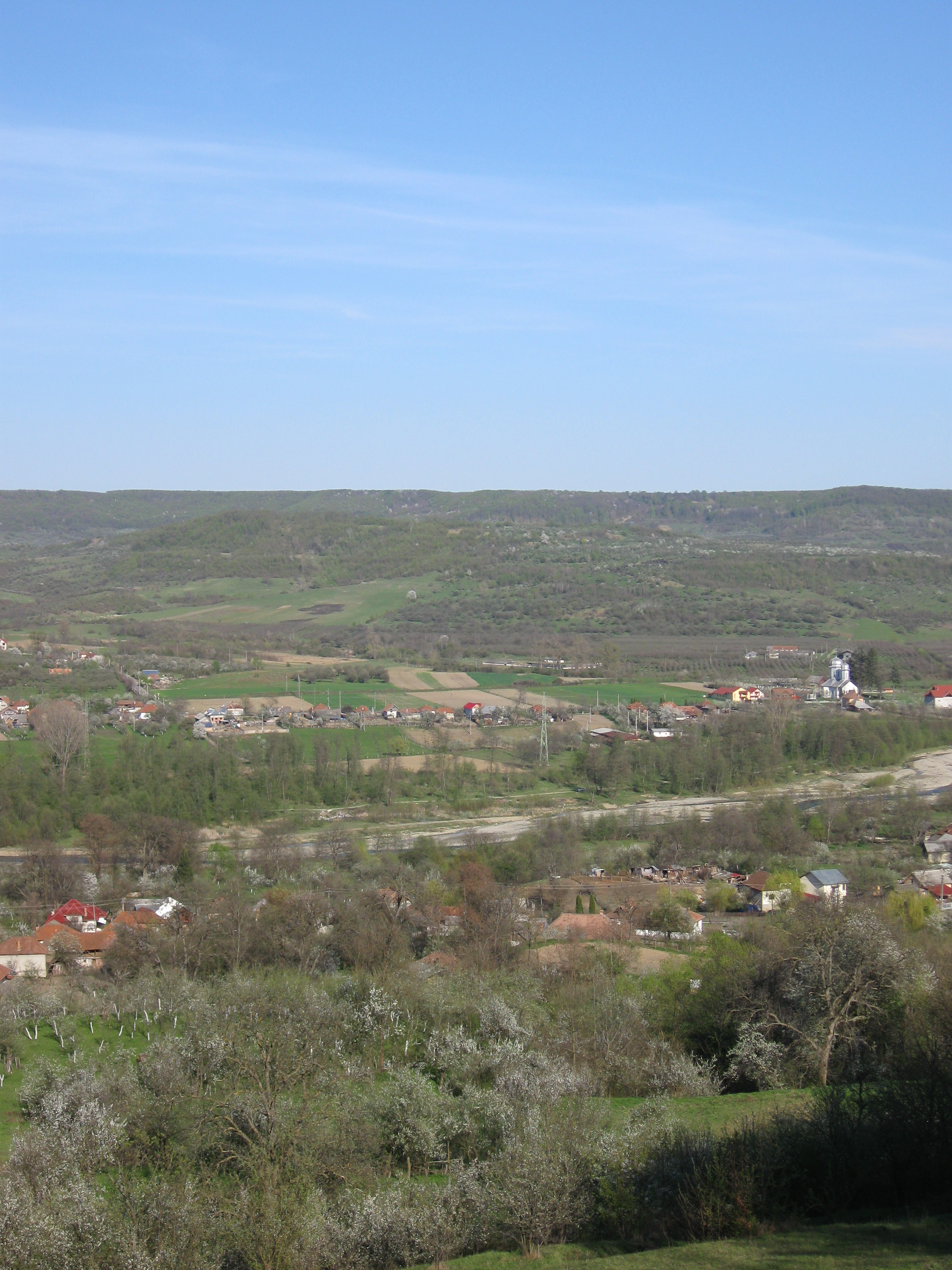

45°07′28″N 25°01′04″E / 45.1244°N 25.0178°E
米赫埃什蒂鄉（羅馬尼亞語：Comuna Mihăești, Argeș），是羅馬尼亞的鄉份，位於該國中南部，由阿爾傑什縣負責管轄，面積34平方公里，海拔高度420米，2007年人口5,977，人口密度每平方公里176人。